# En la cama
En la cama è un film del 2005 diretto da Matías Bize.

## Trama
Il film è ambientato interamente in un motel di Santiago e descrive un incontro d'amore casuale tra due giovani della classe media, Daniela (Blanca Lewin) e Bruno (Gonzalo Valenzuela).